# Tonnay-Charente

Tonnay-Charente este o comună în departamentul Charente-Maritime, Franța. În 1 ianuarie 2022 avea o populație de 8.248 de locuitori.